# Spodnje Brezovo
Spodnje Brezovo este o localitate din comuna Ivančna Gorica, Slovenia, cu o populație de 135 de locuitori.